# Valle Vista
Valle Vista és una concentració de població designada pel cens dels Estats Units a l'estat de Califòrnia. Segons el cens del 2010 tenia 8.356 habitants.

## Demografia
Segons el cens del 2000, Valle Vista tenia 10.488 habitants, 4.510 habitatges, i 2.963 famílies. La densitat de població era de 1.261,5 habitants/km².
Dels 4.510 habitatges en un 23,2% hi vivien nens de menys de 18 anys, en un 53,8% hi vivien parelles casades, en un 8,8% dones solteres, i en un 34,3% no eren unitats familiars. En el 30,3% dels habitatges hi vivien persones soles el 21,1% de les quals corresponia a persones de 65 anys o més que vivien soles. El nombre mitjà de persones vivint en cada habitatge era de 2,32 i el nombre mitjà de persones que vivien en cada família era de 2,87.
Per edats la població es repartia de la següent manera: un 22,3% tenia menys de 18 anys, un 5,5% entre 18 i 24, un 20,6% entre 25 i 44, un 19,9% de 45 a 60 i un 31,7% 65 anys o més.
L'edat mediana era de 46 anys. Per cada 100 dones de 18 o més anys hi havia 84 homes.
La renda mediana per habitatge era de 32.455 $ i la renda mediana per família de 44.504 $. Els homes tenien una renda mediana de 45.765 $ mentre que les dones 26.250 $. La renda per capita de la població era de 18.130 $. Entorn del 8,6% de les famílies i l'11,7% de la població estaven per davall del llindar de pobresa.

## Poblacions més properes
El següent diagrama mostra les poblacions més properes.